# Oleg Michailowitsch Grams
Oleg Michailowitsch Grams (russisch Олег Михайлович Грамс; * 20. Februar 1984 in Krasnodar, Sowjetunion) ist ein ehemaliger russischer Handballtorwart.

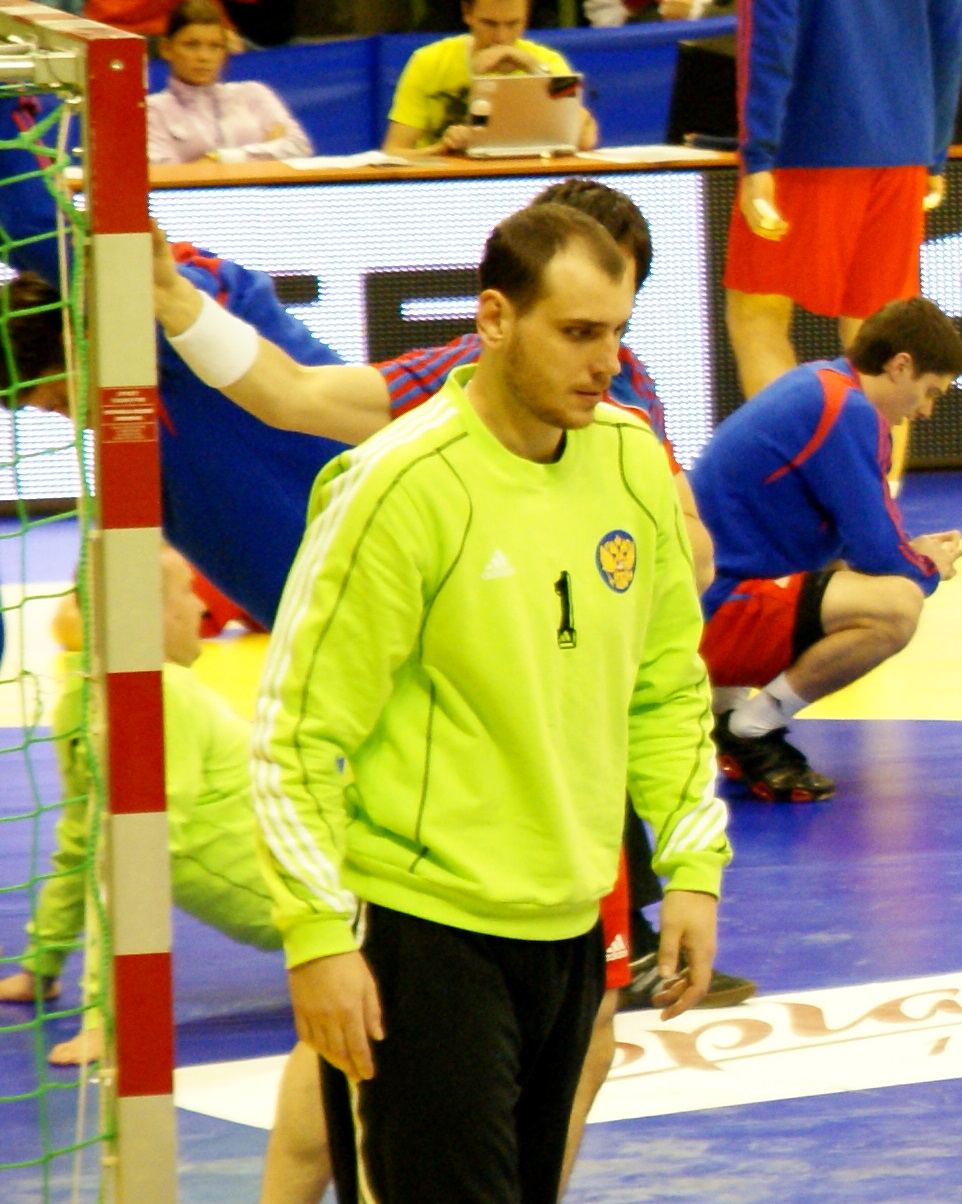
Oleg Grams

Der 2,00 Meter große Torhüter besuchte die Handballschule Krasnodar, begann seine Karriere im Jahr 2001 beim ZSKA Moskau und stand seit der Vereinsgründung im Dezember 2001 bei Medwedi Tschechow unter Vertrag. Zunächst spielte er in der zweiten Mannschaft, mit der er 2003 und 2004 den dritten Platz in der russischen Meisterschaft belegte. Ab Sommer 2004 war er in der ersten Mannschaft dieses Vereins aktiv und wurde mit ihr von 2005 bis 2017 jeweils Meister Russlands. Mit der ersten Mannschaft spielte er in den Spielzeiten 2005/06 bis 2012/13 in der EHF Champions League und 2005/06 im Europapokal der Pokalsieger, den er in dieser Saison auch gewann. Ab der Saison 2017/18 stand er beim französischen Verein Dunkerque HBGL unter Vertrag. Im März 2021 wurde der Vertrag auf seinen Wunsch hin aufgelöst.
Oleg Grams hütete in 150 Länderspielen (Stand: Januar 2020) für die russische Nationalmannschaft das Tor und spielte bei den Olympischen Spielen 2008, bei der Europameisterschaft 2010 und 2012. Er stand im Aufgebot für die Handball-Europameisterschaft 2014.
Grams leitet seit der Saison 2021/22 das Torwarttraining bei Medwedi Tschechow.